# Gò Công Đông (huyện)
Gò Công Đông là một huyện ven biển cũ nằm ở phía đông tỉnh Tiền Giang, Việt Nam.

## Địa lý
Huyện Gò Công Đông nằm ở phía đông tỉnh Tiền Giang, có vị trí địa lý:
- Phía đông giáp huyện Cần Giờ, Thành phố Hồ Chí Minh và Biển Đông
- Phía tây giáp thành phố Gò Công và huyện Gò Công Tây
- Phía nam giáp huyện Tân Phú Đông
- Phía bắc giáp huyện Cần Đước, tỉnh Long An.

Huyện Gò Công Đông có diện tích 301,11 km², dân số năm 2023 là 140.540 người, mật độ dân số đạt 465 người/km².
Huyện nằm giữa hai con sông Vàm Cỏ ở phía bắc và sông Tiền ở phía nam, đoạn được gọi là sông Cửa Tiểu và một đoạn sông Soài Rạp ở đông bắc chảy vào Biển Đông. Các con sông này đổ vào Biển Đông qua các cửa Soài Rạp ở phía bắc và cửa Tiểu ở phía nam. Dọc theo bờ biển là dải rừng phòng hộ ven biển. Huyện có 32 km bờ biển.

## Hành chính
Huyện Gò Công Đông có 13 đơn vị hành chính cấp xã trực thuộc, bao gồm 2 thị trấn: Tân Hòa (huyện lỵ), Vàm Láng và 11 xã: Bình Ân, Bình Nghị, Gia Thuận, Kiểng Phước, Phước Trung, Tân Điền, Tân Đông, Tân Phước, Tân Tây, Tân Thành, Tăng Hòa.
| Tên         | Diện tích năm 2023 (km²) | Dân số năm 2023 (người) |
| ----------- | ------------------------ | ----------------------- |
| Xã (11)     |                          |                         |
| Bình Ân     | 13,78                    | 23.679                  |
| Bình Nghị   | 13,52                    | 23.651                  |
| Gia Thuận   | 19,79                    | 33.895                  |
| Kiểng Phước | 40,39                    | 32.635                  |
| Phước Trung | 21,32                    | 16.951                  |
| Tân Điền    | 39,77                    | 11.875                  |
| Tân Đông    | 11,65                    | 24.566                  |
| Tân Phước   | 24,29                    | 28.689                  |
| Tân Tây     | 14,53                    | 37.056                  |
| Tân Thành   | 36,46                    | 22.425                  |
| Tăng Hòa    | 17,46                    | 17.568                  |

| Tên          | Diện tích năm 2023 (km²) | Dân số năm 2023 (người) |
| ------------ | ------------------------ | ----------------------- |
| Thị trấn (2) |                          |                         |
| Tân Hòa      | 3,23                     | 27.546                  |
| Vàm Láng     | 6,00                     | 34.675                  |

## Lịch sử
Vùng đất này trước đây thuộc tỉnh Gò Công, tuy nhiên cũng có thời kỳ thuộc huyện Gò Công, tỉnh Mỹ Tho.
Trong giai đoạn 1957-1968, chính quyền Mặt trận Dân tộc Giải phóng miền Nam Việt Nam và sau này là Chính phủ Cách mạng lâm thời Cộng hòa miền Nam Việt Nam đặt huyện Gò Công trực thuộc tỉnh Mỹ Tho. Đến tháng 8 năm 1968, huyện Gò Công lại được chính quyền Cách mạng tách ra khỏi tỉnh Mỹ Tho để tái lập tỉnh Gò Công. Vùng đất Gò Công Đông ngày nay khi đó tương ứng với huyện Đông thuộc tỉnh Gò Công trong giai đoạn 1968-1976.
Sau ngày 30 tháng 4 năm 1975, chính quyền quân quản Cộng hòa miền Nam Việt Nam ban đầu vẫn đặt huyện Đông thuộc tỉnh Gò Công cho đến đầu năm 1976.
Tháng 2 năm 1976, tỉnh Gò Công sáp nhập với tỉnh Mỹ Tho và thành phố Mỹ Tho để thành lập tỉnh Tiền Giang. Lúc này, huyện Đông sáp nhập với huyện Tây thành huyện Gò Công thuộc tỉnh Tiền Giang.
Ngày 26 tháng 3 năm 1977, Hội đồng Chính phủ ban hành Quyết định số 77-CP. Theo đó, chuyển thị xã Gò Công thành thị trấn Gò Công, thị trấn huyện lỵ huyện Gò Công.
Ngày 13 tháng 4 năm 1979, Hội đồng Chính phủ ban hành Quyết định số 155-CP. Theo đó, chia huyện Gò Công thành hai huyện Gò Công Đông và Gò Công Tây.
Huyện Gò Công Đông gồm thị trấn Gò Công và 16 xã: Bình Ân, Bình Đông, Bình Nghị, Bình Xuân, Gia Thuận, Kiểng Phước, Phú Đông, Phước Trung, Tăng Hòa, Tân Điền, Tân Đông, Tân Phước, Tân Tây, Tân Thành, Tân Trung, Vàm Láng.
Ngày 13 tháng 2 năm 1987, Hội đồng Bộ trưởng ban hành Quyết định 23-HĐBT. Theo đó, giải thể xã Tăng Hòa để thành lập thị trấn Tân Hòa (thị trấn huyện lỵ huyện Gò Công Đông).
Ngày 16 tháng 2 năm 1987, Hội đồng trưởng ban hành Quyết định số 37-HĐBT. Theo đó, tách thị trấn Gò Công và một phần diện tích, dân số của hai xã Tân Đông, Bình Nghị để tái lập thị xã Gò Công.
Huyện Gò Công Đông còn lại 35.942 ha diện tích tự nhiên và 149.845 người với 16 đơn vị hành chính trực thuộc, bao gồm 1 thị trấn và 15 xã.
Ngày 9 tháng 3 năm 1992, chia xã Phú Đông thành 2 xã: Phú Đông và Phú Tân.
Ngày 14 tháng 1 năm 2002, tái lập xã Tăng Hòa trên cơ sở 1.745,67 ha diện tích tự nhiên và 9.568 người của thị trấn Tân Hòa.
Cuối năm 2007, huyện Gò Công Đông có 18 đơn vị hành chính trực thuộc, bao gồm thị trấn Tân Hòa và 17 xã: Bình Ân, Bình Đông, Bình Nghị, Bình Xuân, Gia Thuận, Kiểng Phước, Phú Đông, Phú Tân, Phước Trung, Tăng Hòa, Tân Điền, Tân Đông, Tân Phước, Tân Tây, Tân Thành, Tân Trung, Vàm Láng.
Ngày 21 tháng 1 năm 2008, Chính phủ ban hành Nghị định 09/2008/NĐ-CP. Theo đó:
- Chuyển 3 xã Bình Đông, Bình Xuân và Tân Trung về thị xã Gò Công quản lý
- Tách 2 xã Phú Đông và Phú Tân để thành lập huyện Tân Phú Đông.

Sau khi điều chỉnh địa giới hành chính, huyện Gò Công Đông còn lại 26.768,16 ha diện tích tự nhiên và 143.418 người với có 13 đơn vị hành chính trực thuộc, gồm 1 thị trấn và 12 xã.
Ngày 30 tháng 9 năm 2010, giải thể xã Vàm Láng để thành lập thị trấn Vàm Láng.
Huyện Gò Công Đông có 2 thị trấn và 11 xã như hiện nay.

## Kinh tế
Tổng giá trị sản xuất kinh tế của huyện là 9.500 tỷ VND (cuối 2019), tốc độ tăng trưởng 10,8% trong giai đoạn 2016 - 2019, thu nhập bình quân 55,7 triệu VND/người/năm. Các hoạt động kinh tế chủ yếu của huyện là nông nghiệp và ngư nghiệp, bao gồm trồng lúa, chăn nuôi, đánh bắt, nuôi trồng thủy sản. Do đất đai gần biển nên nhiễm mặn, nước lợ. Địa phương có chính sách và các biện pháp làm ngọt hóa. Toàn huyện có 2.150 ha nuôi nghêu, sò, 618 ha nuôi tôm, trên 600 ha nuôi cá,...với sản lượng 20.000 đến 30.000 tấn nghêu/năm; tổng trữ lượng nuôi thủy sản các loại vượt hơn 55.000 tấn mỗi năm. Huyện có một đội tàu 785 chiếc đánh bắt hải sản, với sản lượng 28.000 đến 30.000 tấn hải sản mỗi năm. Lĩnh vực công nghiệp và tiểu thủ công nghiệp xoay quanh hoạt động chế biến thủy hải sản nuôi trồng và đánh bắt. Hoạt động chế biến với 150 cơ sở tư nhân chuyên chế biến thủy hải sản: sơ chế, làm khô, mắm, xay bột cá, lột ghẹ, xẽ khô,...cung cấp nội địa và xuất khẩu ra thị trường nước ngoài.
Huyện có 1 khu công nghiệp lớn là Khu công nghiệp Gia Thuận rộng 2.000 ha (20 km²). Ngoài ra huyện có một khu khác là Trung tâm Nghiên cứu phát triển cây sơri và nhà máy chế biến trái sơri. Huyện có Khu du lịch đang đầu tư là Khu du lịch sinh thái biển Tân Thành ở đông nam của huyện.
Huyện Gò Công Đông có nhiều khu du lịch, khu ẩm thực ven biển nhờ mở rộng tuyến đường ven biển Kiểng Phước đến Tân Thành.

## Giao thông
Trên địa bàn huyện có các tuyến tỉnh lộ 871 từ thành phố Gò Công đi thị trấn Vàm Láng và tỉnh lộ 862 từ thành phố Gò Công đi bãi biển Tân Thành, huyện lỵ nằm ở phía nam huyện ngay trên tỉnh lộ 862. Tuyến đường liên xã và liên ấp được đánh giá đã hoàn thành 76%.
Các tuyến đường mới: huyện lộ 1, huyện lộ 2, đường 30 tháng 4,...

## Hình ảnh

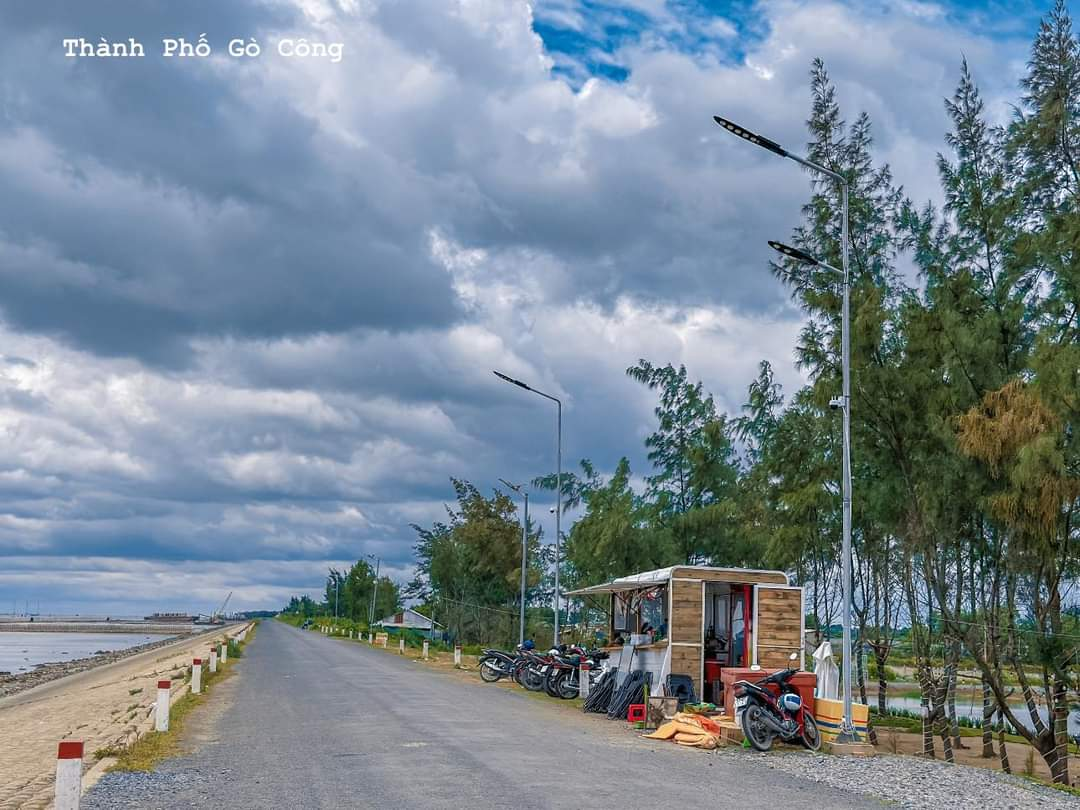
Đường đê biển Gò Công đoạn qua xã Kiểng Phước
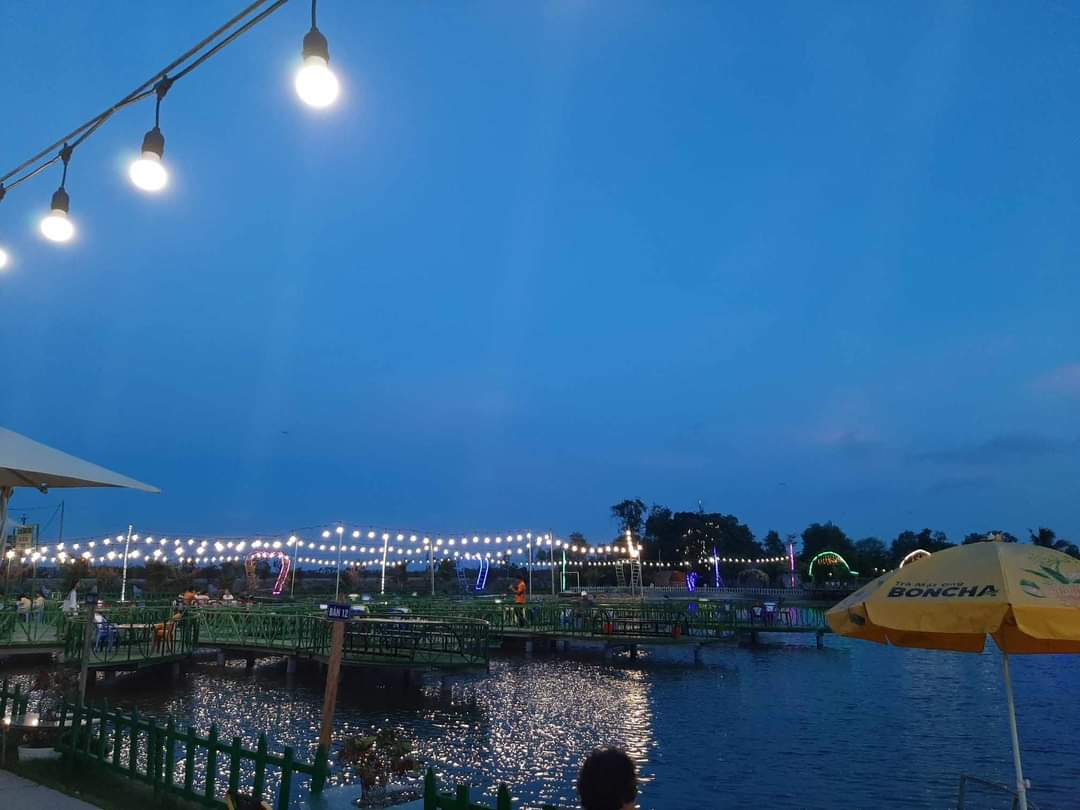
Khu du lịch sinh thái Vườn Xanh xã Kiểng Phước
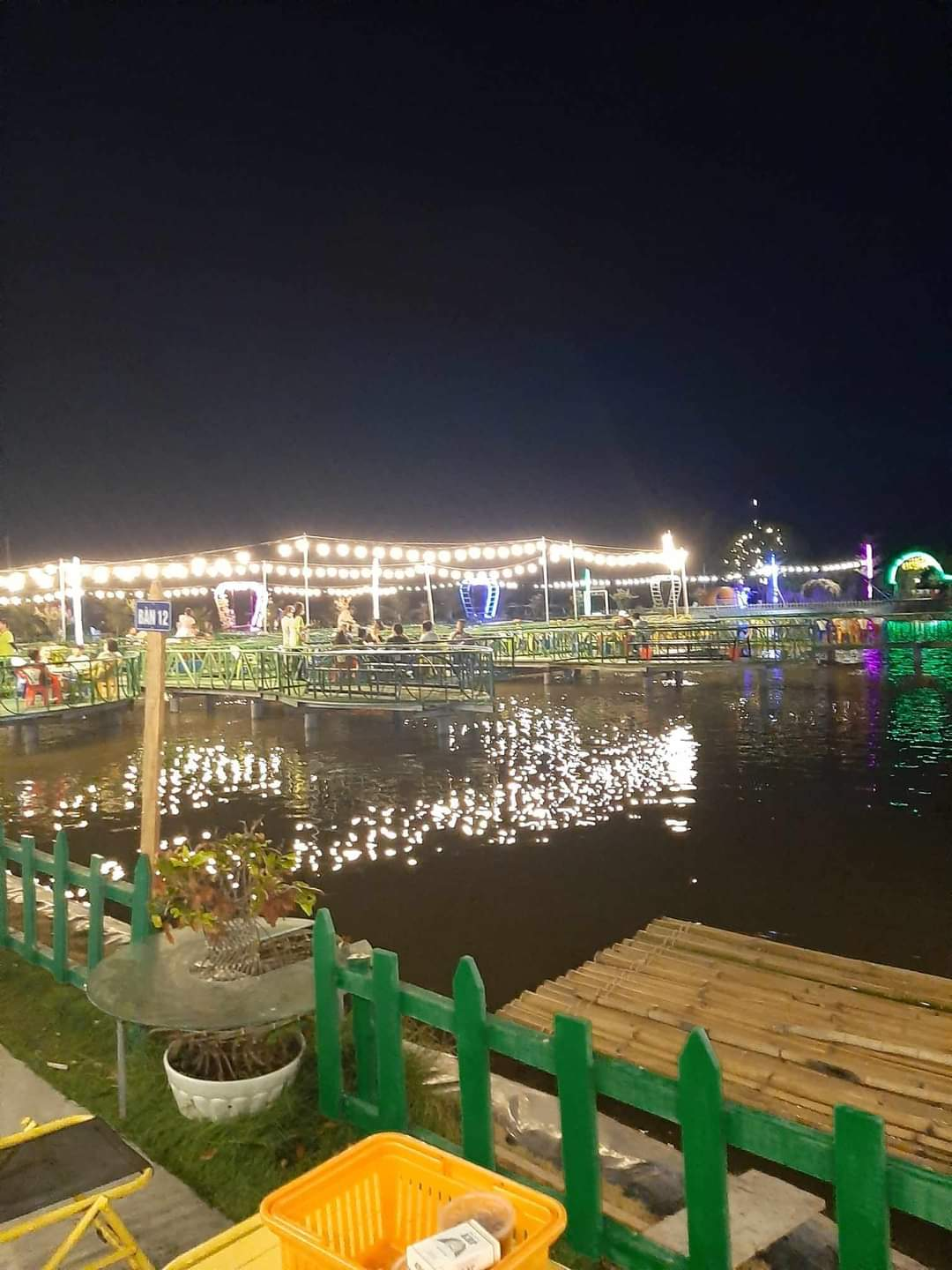
Khu du lịch sinh thái Vườn Xanh
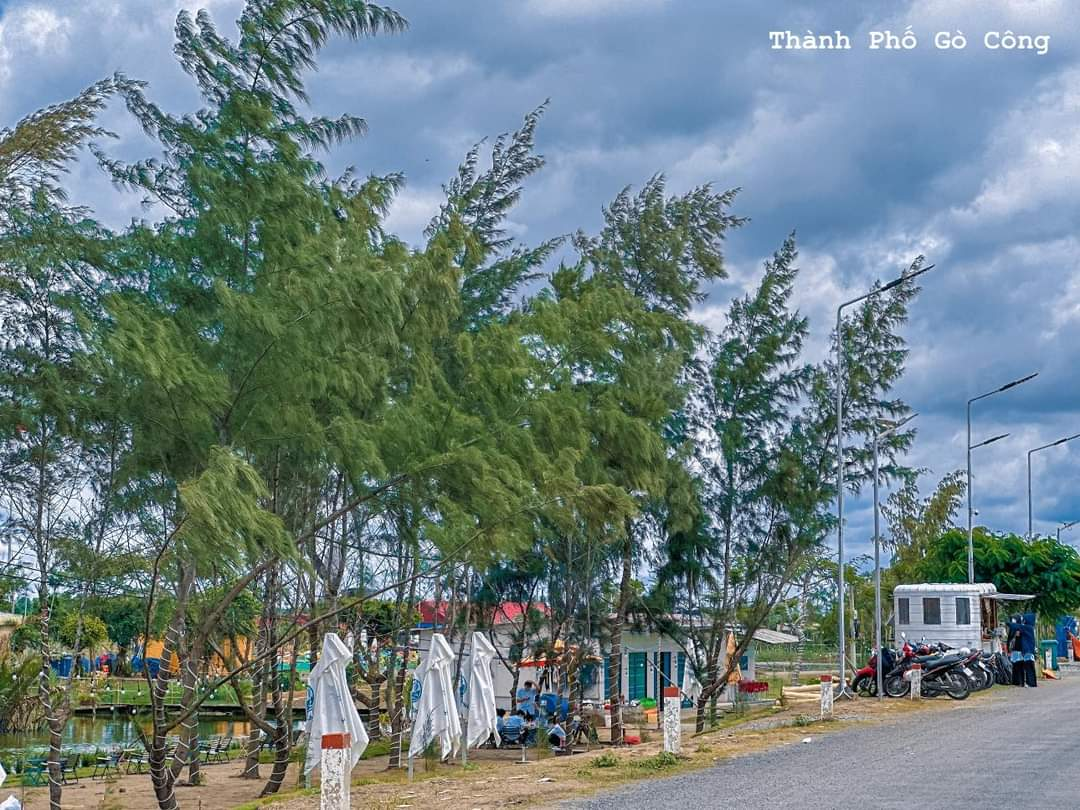
Khu du lịch biển Kiểng Phước
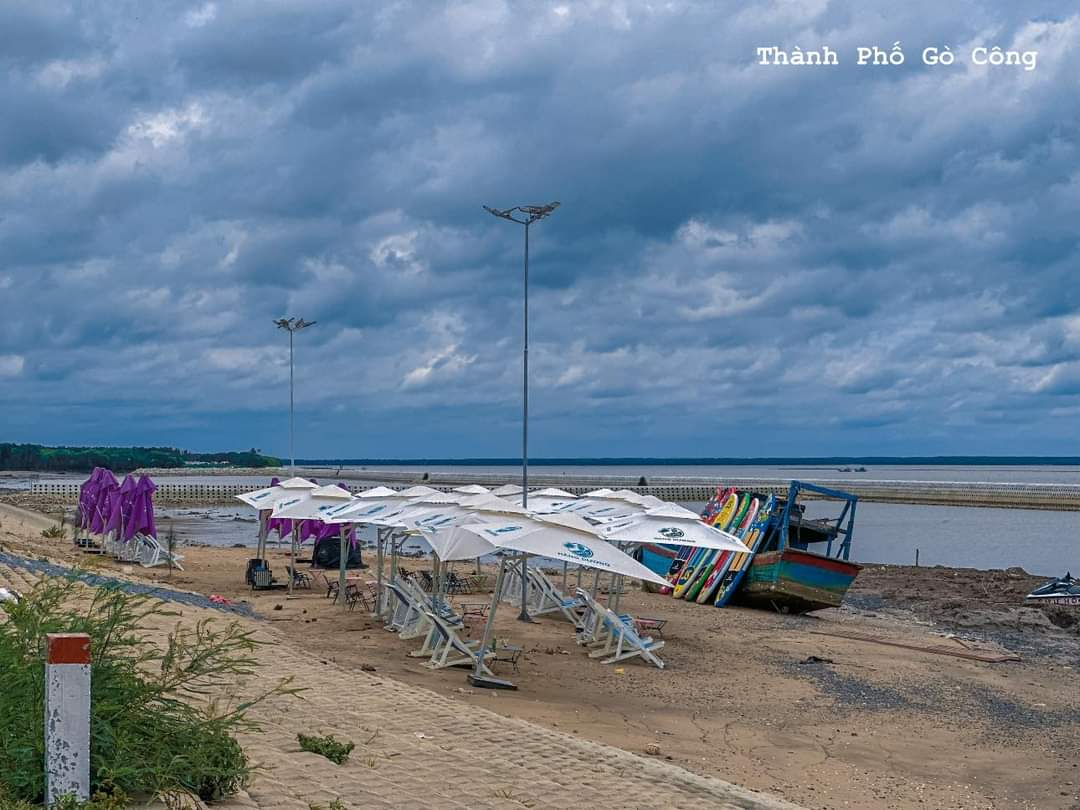
Du lịch biển Kiểng Phước
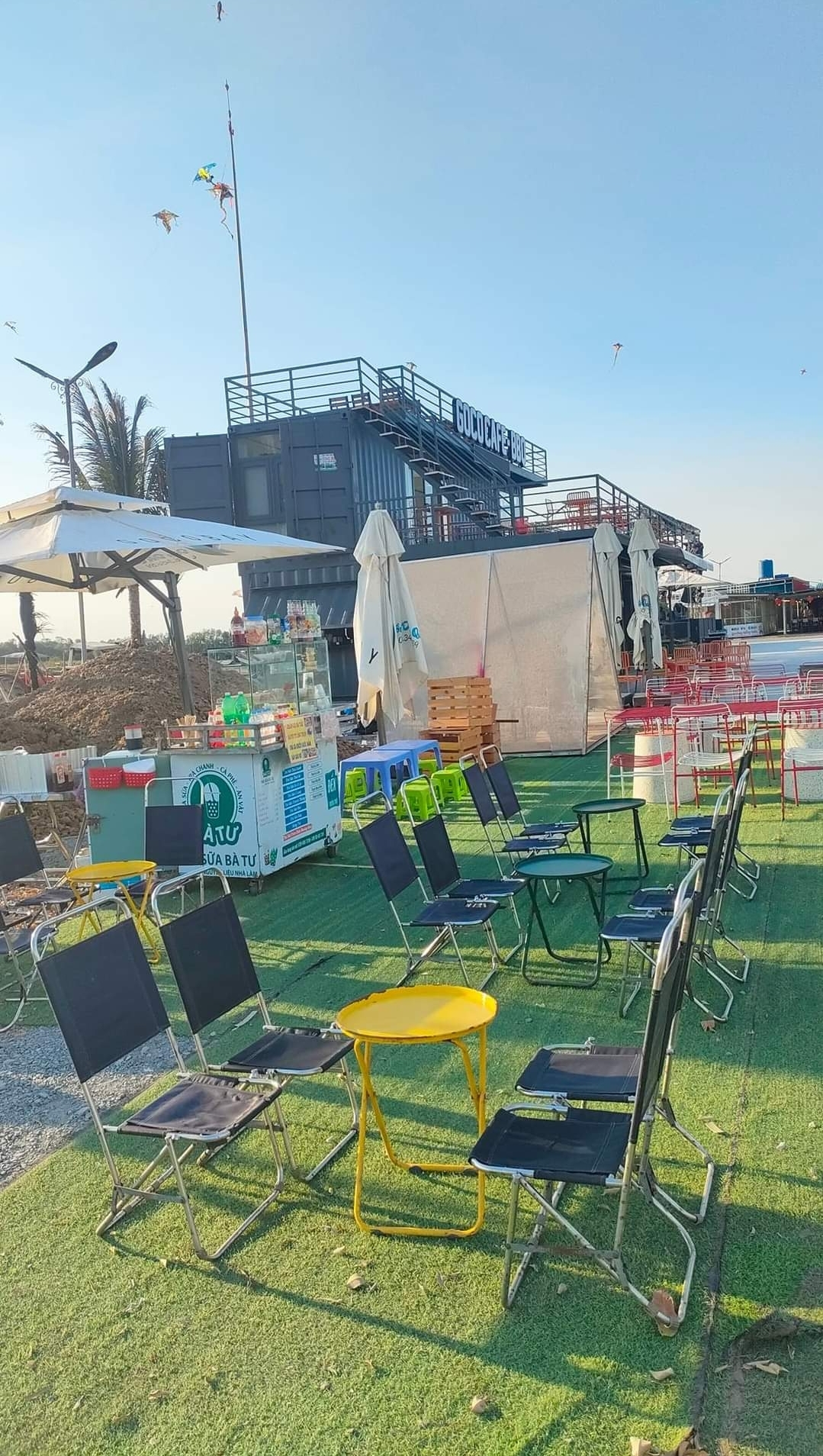
Đồng diều Gocobay, xã Kiểng Phước
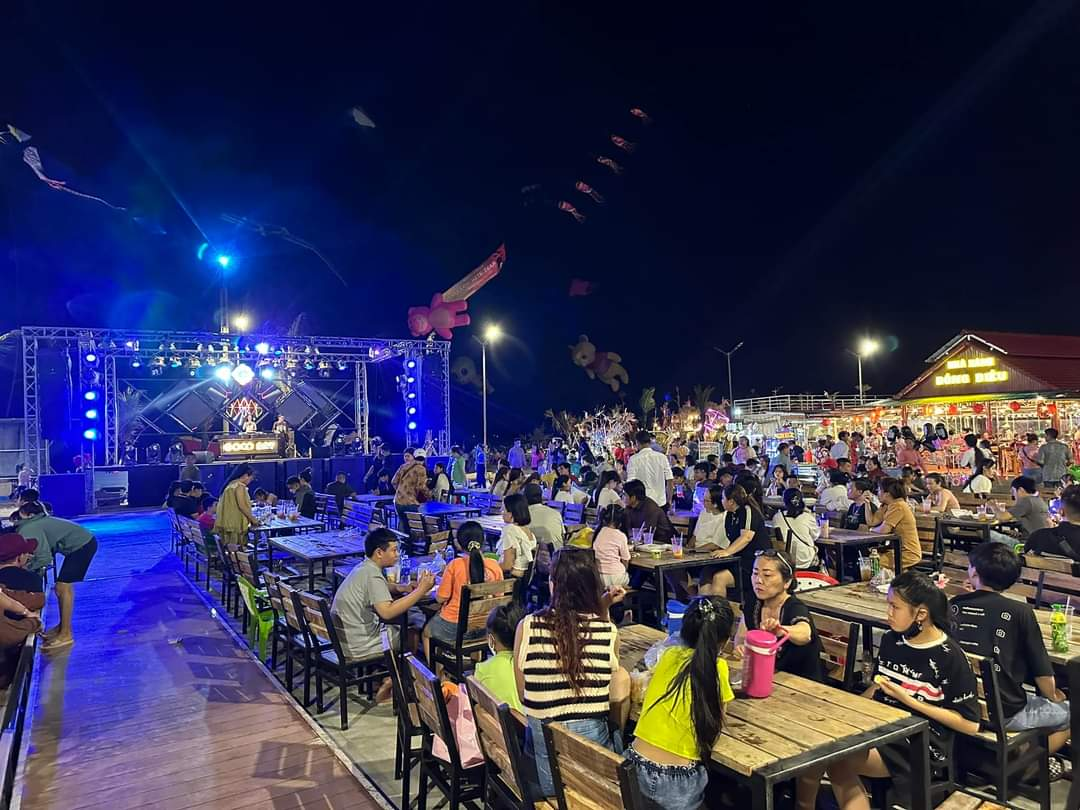
Gocobay Tiền Giang, xã Kiểng Phước
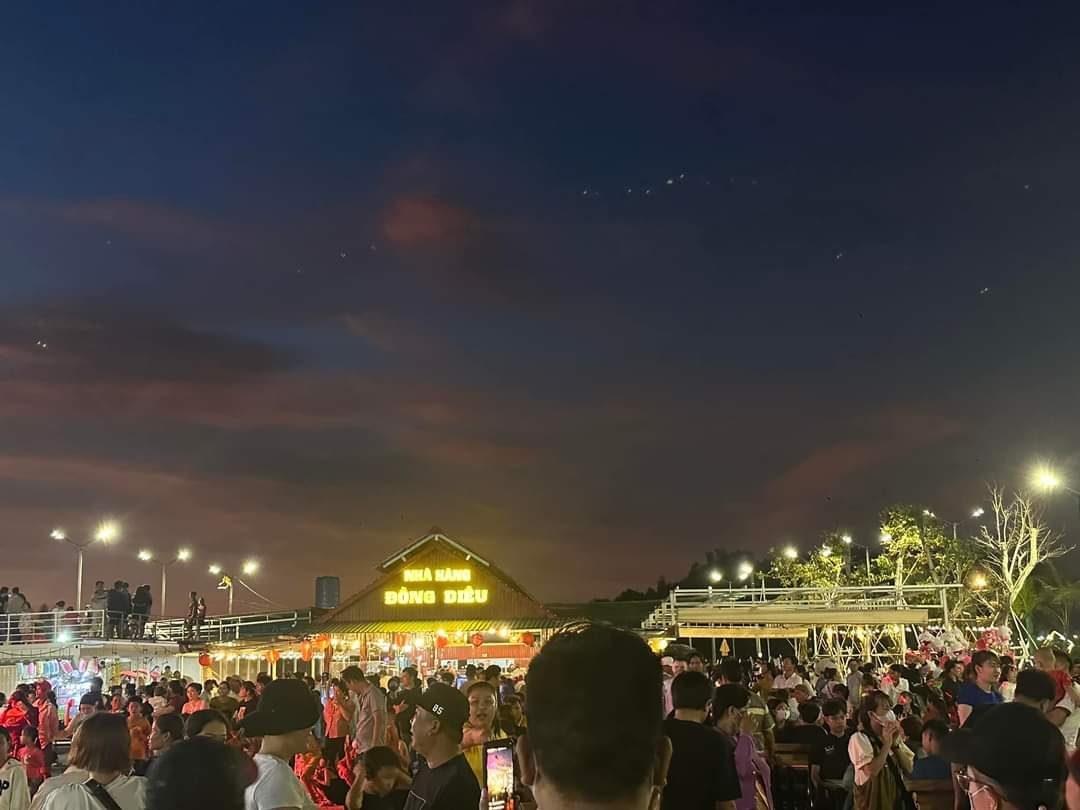
Nhà hàng Đồng Diều 2, xã Kiểng Phước
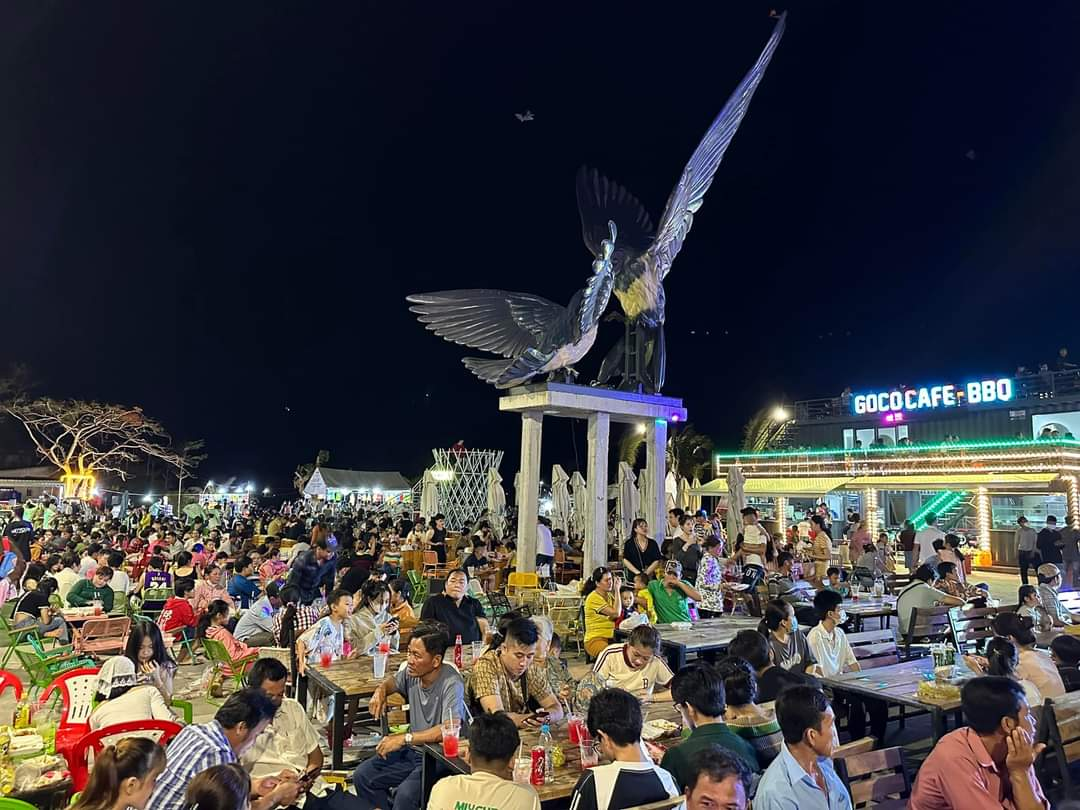
Nhà hàng Đồng Diều, xã Kiểng Phước